# Rhynchina bicolor
Rhynchina bicolor là một loài bướm đêm trong họ Erebidae.